# Jaegeria standleyi
Jaegeria standleyi là một loài thực vật có hoa trong họ Cúc. Loài này được (Steyerm.) B.L.Turner mô tả khoa học đầu tiên năm 1980.